# Теора
Теора (итал. Teora) је насеље у Италији у округу Авелино, региону Кампанија.
Према процени из 2011. у насељу је живело 1067 становника. Насеље се налази на надморској висини од 654 м.

## Становништво
Према резултатима пописа становништва 2011. у општини је живело 1.543 становника.
| 1931. | 1936. | 1951. | 1961. | 1971. | 1981. | 1991. | 2001. | 2011. |
| ----- | ----- | ----- | ----- | ----- | ----- | ----- | ----- | ----- |
| 3.696 | 3.057 | 3.336 | 3.018 | 2.744 | 2.568 | 2.242 | 1.573 | 1.543 |